# 1999 BF15
1999 BF15 är en asteroid i huvudbältet som upptäcktes den 24 januari 1999 av den kroatiska astronomen Korado Korlević vid Višnjan-observatoriet.
Asteroiden har en diameter på ungefär 4 kilometer och den tillhör asteroidgruppen Nysa.